# Потяг у 31 грудня
«Потяг у 31 грудня» — український комедійний фільм 2024 року режисера Олега Борщевського та сценаристів Миколи Куцика, Ярослава Стеня, Богдана Гациляка й Кирила Тимченка. За сюжетом, поїздка потягом у новорічну ніч об'єднує головних героїв кінокомедії. Фільм створений кінокомпанією Film.UA Group і розповсюджений — Film.UA Distribution.
Саундтреком стала композиція «Чекає вдома» від YAKTAK та «Зима» від Klavdia Petrivna.

## Сюжет
31 грудня, на Київському вокзалі панує святкова атмосфера. Провідник Микола Іванович готується до прийому пасажирів у вагоні, вирушаючи у свою останню подорож перед пенсією; працівники вагона-ресторана Петрович і Павлівна домовляються з Миколою Івановичем щодо зберігання коробок в його вагоні в обмін на святкову вечерю; Олексій планує відрядження до Львова з коханкою Соломією; Соломія чекає на Олексія на пероні; Андрій Ісаєнко після зйомок в серіалі поспішає на потяг; математик Ігор скаржиться на умови в купе; вагітну Ірину проводжають батьки на зустріч з чоловіком-військовим Володимиром задля розкриття конверта зі статтю малюка.
Потяг вирушає, і подружня пара Тамара з Олексієм ледве встигають застрибнути у вагон, чим викликають невдоволення Соломії. Олексій знаходить привід покинути купе, і пропонує Соломії зійти на наступній станції, натомість позбувшись Тамари у Львові повернутися до неї, але Соломія не погоджується і напивається наодинці в купе. В сусідньому купе під час перевірки квитків Ігор ненавмисно відкриває конверт з результатами узд Ірини, і Микола Іванович вирішує ситуацію, майструючи конверт зі своєї грамоти.
Потяг прибуває до Хмельницького, де з’ясовується, що Яна з песиками має квитки на потяг в інше місто, а Олег, не маючи квитка, просить взяти його до Львова, на що Микола Іванович погоджується, поселяючи його до Соломії. В останній момент до вагона застрибує Леся, наречена-втікачка.
У вагоні-ресторані Микола Іванович, отримавши «святкову вечерю» у вигляді гречки з сарделькою, вимагає зміну страви, погрожуючи Петровичу викинути його коробки. В цей час Соломія демонстративно починає фліртувати з Олегом, чим привертає увагу Олексія і спричиняє сварку між ним і Олегом. На шум приходить Тамара, і в знак вибачення щодо поведінки Олексія запрошує Олега з Соломією до вагона-ресторана. Соломія розповідає вигадану історію знайомства з Олегом і висловлює здивування з приводу 15-річного шлюбу Олексія і Тамари, стверджуючи, що після 10 років подружнього життя чоловіки схильні до зради. Тамара, своєю чергою, заявляє про свою повну довіру до чоловіка.
Потяг різко гальмує через присутність на коліях нареченого Максима, який намагається повернути Лесю. Поки Максим з Лесею сваряться в закритому купе, інші пасажири, роблять висновок, що Максим б'є Лесю. Микола Іванович, відчинивши двері купе, застосовує газовий балончик проти Максима. Леся надає першу допомогу Максиму і роз'яснює пасажирам, що вони військові, які на час відпустки вирішили одружитися. Пасажири просять вибачення перед парою за помилкове судження, і запрошують всіх до вагона-ресторана. У вагоні-ресторані кожен ділиться своєю особистою історією: Максим і Леся розповідають про причину свого одруження 31 грудня, Соломія — про пристрасні стосунки з Олегом, а Тамара — про проблеми у стосунках «своїх знайомих».
Несподівано потяг знову зупиняється, Микола Іванович вирушає до машиніста Михайловича, який повідомляє про проблеми в електриці та необхідності виклику тягача. Водночас Тамара продовжує розмову з Олексієм, висловлюючи підозри щодо його зради та стверджує, що його термінове відрядження є прикриттям для зустрічі з коханкою. Соломія, підслухавши їхню розмову, відчуває занепокоєння. Микола Іванович просить пасажирів повернутися до своїх купе.
Олег починає проявляти симпатію до Соломії, а Тамара розповідає їм зворушливу історію про Олексія. Соломія та Олег висловлюють співчуття Тамарі, на що вона відповідає їм побажанням зберегти їхні почуття. Соломія зізнається Тамарі, що є коханкою її чоловіка. Олексій заперечує зраду, чим викликає обурення Соломії, яка надає Тамарі докази. Тамара відмовляється вірити брехні Олексія.
У Ірини починаються пологи, і Андрій Ісаєнко, актор, граючий жіночого лікаря в серіалі, за вмовляннями інших пасажирів погоджується допомогти, консультуючись з друзями по відеозв'язку, але мобільний зв’язок обривається. Олег лагодить електрику, і потяг продовжує рух.
У вагоні-ресторані Олексій образливо називає Соломію «хвойдесою», за що Олег б'є Олексія. Соломія заявляє Олегу, що вона йому не потрібна, і радить йому знайти справжню дівчину. Олег, своєю чергою, зізнається, що не є справжнім героєм, оскільки тікає до Львова, щоб уникнути мобілізації. Максим стверджує, що не бояться лише нерозумні, і зізнається, що також відчуває страх за себе, своїх друзів і особливо за Лесю. Ірина народжує хлопчика, і пасажири, радіючи цій події, як подарунок, збирають гроші для неї та дитини.
Микола Іванович виголошує тост, присвячений своєму останньому робочому рейсу, і висловлює радість з приводу того, яким він видався. Він згадує, що ці вагони були частиною «потяга життя», який евакуйовував українців на початку війни, і стверджує, що потяг знову виконав свою місію, принісши нове життя та змінивши життя багатьох пасажирів на краще.
Молодята Леся та Максим розповідають, що мріяли одружитися на Новий рік, але не встигають через закриті РАЦСи. Їм пропонують скористатися додатком «Дія», але для цього потрібен працівник РАЦСу, який проведе церемонію по відеозв'язку. Микола Іванович звертається за допомогою до своєї доньки Ольги, яка погоджується допомогти й вирушає до РАЦСу. Ольга, побачивши зачинений РАЦС, проникає всередину через вікно і знаходить працівницю РАЦСу, яка погоджується провести церемонію одруження Максима та Лесі. Пасажири святкують їхнє весілля.
Потяг прибуває до Львова. Володимир зустрічає Ірину з дитиною; Олег вирішує вступити до війська і просить допомоги у Лесі та Максима; Тамара приймає рішення розлучитися з Олексієм; Борис Джонсон вітає пасажирів з Новим роком на вокзалі; Микола Іванович вітає онуків з Новим роком по телефону та обіцяє привезти їм подарунки зі Львова; Олег та Соломія цілуються на вокзалі.

## У ролях
| Актор                | Роль                                 |
| -------------------- | ------------------------------------ |
| Станіслав Боклан     | провідник Микола Іванович            |
| Катерина Кузнєцова   | Тамара Петриненко                    |
| Артемій Єгоров       | Олексій Петриненко                   |
| Анастасія Іванюк     | Соломія                              |
| Дмитро Павко         | Олег                                 |
| Володимир Ніколаєнко | Ігор                                 |
| Лілія Цвелікова      | Ірина                                |
| Юрій Горбунов        | працівник вагона-ресторана Петрович  |
| Лілія Ребрик         | працівниця вагона-ресторана Павлівна |
| Влад Никитюк         | Максим                               |
| Аліна Коваленко      | Леся                                 |
| Андрій Ісаєнко       | сам себе                             |
| Ганна Кузіна         | Ольга                                |
| Борис Джонсон        | сам себе                             |
| Михайло Хома         | машиніст Михайлович                  |
| Леся Нікітюк         | Яна                                  |

## Знімальна група
- Режисер-постановник: Олег Борщевський
- Сценаристи: Микола Куцик, Ярослав Стень, Богдан Гациляк, Кирило Тимченко
- Оператор-постановник: Юрій Король
- Супервізор: Ірина Костюк
- Продюсери: Юрій Горбунов, Зоя Сошенко
- Виконавча продюсерка: Катерина Швець
- Лінійний продюсер: Олександр Безверхий
- Художник-постановник: Максим Димитренко
- Художниця з костюмів: Катерина Вітвіцька
- Художниця з гриму: Оксана Тищенко
- Кастинг-директорка: Олена Прилипко
- Композитор: Олександр Чорний

## Прем'єра
25 грудня 2024 року в Києві відбувся допрем'єрний показ і автограф-сесія, де були присутні близько 1000 гостей (включно з акторами фільму). Прем'єра в Україні відбулася 1 січня 2025 року. В міжнародний прокат фільм вийшов в обмежений прокат з 12 січня в США, та з 14 лютого — в Німеччині та Австрії.
З 12 лютого 2025 року стрічка вийшла на Netflix, з 19 лютого  2025 року — SWEET.TV, Megogo та Київстар ТБ.

## Касові збори
Під час першого офіційного вікенду, що стартував 1 січня 2025 року, фільм зібрав 17 029 114 грн, реалізувавши 100 924 квитки.
Загальні збори фільму склали 52 009 488 грн, а кількість проданих квитків досягла 309 368.

## Оцінки критиків
За оцінкою Миколи Підвезяного, «Потяг у 31 грудня» — це «добра новорічна комедія для масового глядача». Згідно з рецензією Кирила Пищикова, фільм «Потяг у 31 грудня» можна описати словом «надмірність» — концепт поїзда використовується доволі ліниво, кумедні ситуації явно недокручені або ж занадто очевидні, але головним «гріхом» фільму є надмірний продакт-плейсмент.